# Gerry Mullins
Gerry Mullins (Fuellerton, 14 agosto 1949) è un ex giocatore di football americano statunitense che ha giocato per tutta la carriera con i Pittsburgh Steelers della National Football League (NFL), vincendo quattro Super Bowl negli anni settanta.

## Carriera professionistica
Kolb fu scelto nel corso del quarto giro (86º assoluto) del Draft NFL 1971 dai Pittsburgh Steelers, giocandovi per tutta la carriera fino al 1979, accanto ai centri Ray Mansfield (1971–1975) e Mike Webster (1976–1979). Conosciuto come "Moon," Mullins vinse quattro Super Bowl con gli Steelers (IX, X, XIII e XIV). È ricordato in particolar modo per un suo blocco nel Super Bowl IX che permise al compagno Franco Harris di correre indisturbato nella end zone. Mullins recuperò anche un onside kick nel Super Bowl X.

## Palmarès

### Franchigia
- Super Bowl : 4

Pittsburgh Steelers: IX, X, XIII, XIV
- American Football Conference Championship: 4

Pittsburgh Steelers: 1974, 1975, 1978, 1979

### Individuale
- Formazione ideale del 50º anniversario dei Pittsburgh Steelers

## Statistiche
| Partite totali | 124 |